# Днеприк (посёлок)
Дне́прик (бел. Днепрык), до 1932 года Осветник — посёлок в Солтановском сельсовете Речицкого района Гомельской области Белоруссии.

## География

### Расположение
В 23 км на северо-запад от районного центра и железнодорожной станции Речица (на линии Гомель — Калинковичи), 73 км от Гомеля.

### Гидрография
На реке Днеприк (приток реки Ведрич).

## Транспортная сеть
Транспортные связи по просёлочной, затем автомобильной дороге Светлогорск — Речица. Планировка состоит из короткой прямолинейной улицы, близкой к меридиональной ориентации и застроенной деревянными усадьбами.

## История
Основан в начале 1920-х годов 16 переселенцами из соседних деревень на бывших помещичьих землях. В 1931 году организован колхоз. Во время Великой Отечественной войны в июне 1943 года оккупанты полностью сожгли посёлок и убили 9 жителей. 9 жителей погибли на фронте. Согласно переписи 1959 года в составе учхоза СПТУ-178 (центр — деревня Старокрасное).
До 31 июля 2007 года в составе Демеховского сельсовета.

## Население

### Численность
- 2004 год — 11 хозяйств, 16 жителей.

### Динамика
- 1940 год — 35 дворов, 171 житель.
- 1959 год — 152 жителя (согласно переписи).
- 2004 год — 11 хозяйств, 16 жителей.